# 大三商行
株式会社大三商行（だいさんしょうこう）は岡山県に本社を置く木材の加工・販売、建設・不動産業を行う企業である。

## 概要
1938年に石川伍市が大阪府に国内外の木材を取り扱う商社を結成したのが始まり。戦時中企業統合の影響で1943年に一度は解散したものの、1950年に再興を果たした。その後は高知・宮城・広島などに出張所を設け、全国に拡大していった。
1996年に初代代表取締役社長である石川伍市を主人公とした「人と木を愛して八十年＝石川伍市物語＝」(著：相良俊輔)が発行され、多くの人に知られることとなる。

## 営業所
岡山本社
岡山県岡山市北区下中野708番地111
千葉支店
千葉県市原市八幡北町2丁目11番地1
サンテック事業部
宮崎県日向市大字日知屋字耳川17062番地2